# Bajkalszk
Bajkalszk (oroszul: Байкальск) város Kelet-Szibériában, Oroszország Irkutszki területén, a Szljugyankai járásban. A Bajkál-tó partján épült település nagy cellulóz- és papíripari kombinátjáról (volt) híres, mely a tó legnagyobb szennyező forrásának számított.
Lakossága: 13 583 fő (a 2010. évi népszámláláskor).

## Fekvése
Az Irkutszki terület déli részén, Irkutszktól kb. 150 km-re, a járási székhelytől 35 km-re, 460 m tengerszint feletti magasságban fekszik. A város és az ipari zóna a Bajkál délkeleti partjának sík platóján, a Hamar-Daban-hegység lábánál épült, ahol két kis hegyi folyó ömlik a tóba. 
Vasútállomás a transzszibériai vasútvonal Irkutszk–Ulan-Ude közötti szakaszán. Irkutszkkal és Szljugyanka járási székhellyel autóút köti össze.
Szeizmikusan aktív területen épült, legutóbb 2008-ban pattant ki erősebb földrengés a térségben. Ezért nagyrészt egyemeletes faházakból és kétemeletes téglaépítésű, illetve panelházakból áll.

### Éghajlata
A Bajkál közelsége miatt éghajlata télen enyhébb, nyáron kevésbé forró, mint általában az Irkutszki terület városaiban. A levegő évi középhőmérséklete –0,8 °C. A januári középhőmérséklet –17,9 °C, a júliusi 15,9 °C, (még az eddig mért maximum sem haladta meg a 30 °C-t). A fagymentes időszak átlagosan 135 napig tart. Viszonylag sok, éves átlagban 770 mm csapadékot kap, ennek 65%-a a nyári hónapokban esik. 

## Története
Az 1950-es évek végén a hadiipar (a repülés- és rakétatechnika) fejlesztése megkövetelte a különleges minőségű cellulóz termelését. Gyártásához nagy mennyiségben a lehető legtisztább vízre és megfelelő minőségű fa alapanyagra van szükség. Többek között ezért választották a gyártás helyéül a Bajkál partvidékét.
A szovjet korszakban épült sok városhoz hasonlóan Bajkalszk is úgynevezett monováros. Keletkezése és fejlődése összefonódott egyetlen iparvállalat, a cellulózgyár (később cellulóz- és papíripari kombinát) történetével. 1961-ben a kombinát építőinek településeként jött létre és a cellulóztermelés beindításakor, 1966-ban kapott városi rangot. A gyár biztosította a vízellátást, hőerőműve a várost is ellátta meleg vízzel, elektromos- és hőenergiával. A nagyratörő eredeti tervek a mainál jóval nagyobb, 300 ezer lélekszámú iparváros kiépítésével számoltak.
A kombinát működését sok támadás érte a környezetszennyező technológia miatt. Egy idő után bizonyossá vált a tóba engedett nagy mennyiségű ipari szennyvíz különösen mérgező hatása. A környezetvédők szempontjai azonban sokáig másodlagosak maradtak.

## A 21. században
A korábban már részvénytársasággá átalakult kombinát pénzügyi helyzete 2008-ban megrendült. Csökkentették a dolgozók létszámát, a termelést leállították, majd 2010 nyarán újraindították. 
2012. februárban a központi kormány elhatározta a tó élővilágát veszélyeztető kombinát bezárását. A termelést 2013 szeptember leállították, a gyárat az év végén hivatalosan bezárták. Közel ezer elbocsátott dolgozó sorsán kívül kb. 6 millió tonna hulladék problémája is megoldásra várt. A széntüzelésű hőerőmű a város tulajdonába került, de újabb gondot jelentett a környezetet szennyező működése.